# Bentivoglio (Adelsgeschlecht)

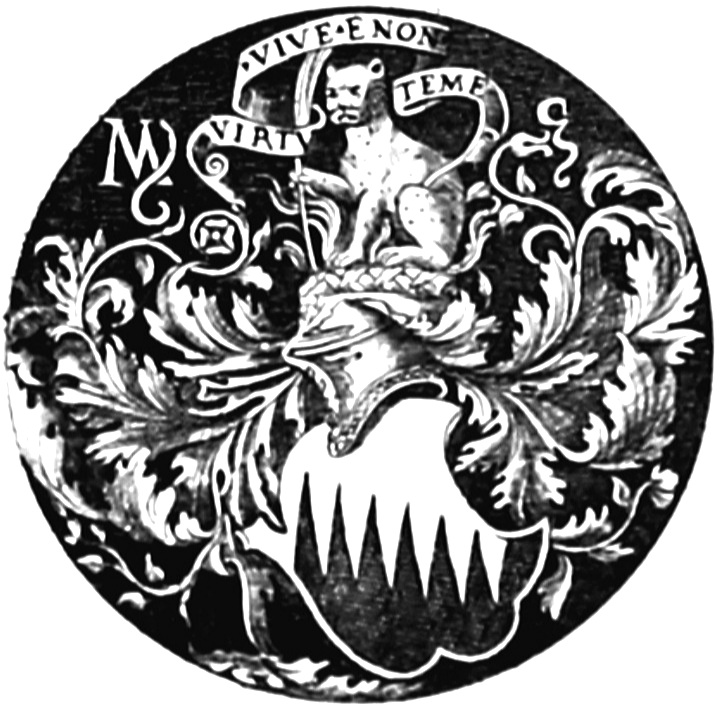
Stammwappen der Bentivoglio, mit sitzendem Leopard als Helmzier und Devise: „Virtu / vive e non / teme“ (italienisch: „Tugend lebt und fürchtet (sich) nicht“; Vollwappen)

Die Bentivoglio (lateinisch Bentivolius) waren eine Adelsfamilie, die sich im 14. Jahrhundert in Bologna niederließ.

Wappenschild der Familie Bentivoglio

Linke Hälfte des Bentivoglio-Diptychon, von Ercole de’ Roberti

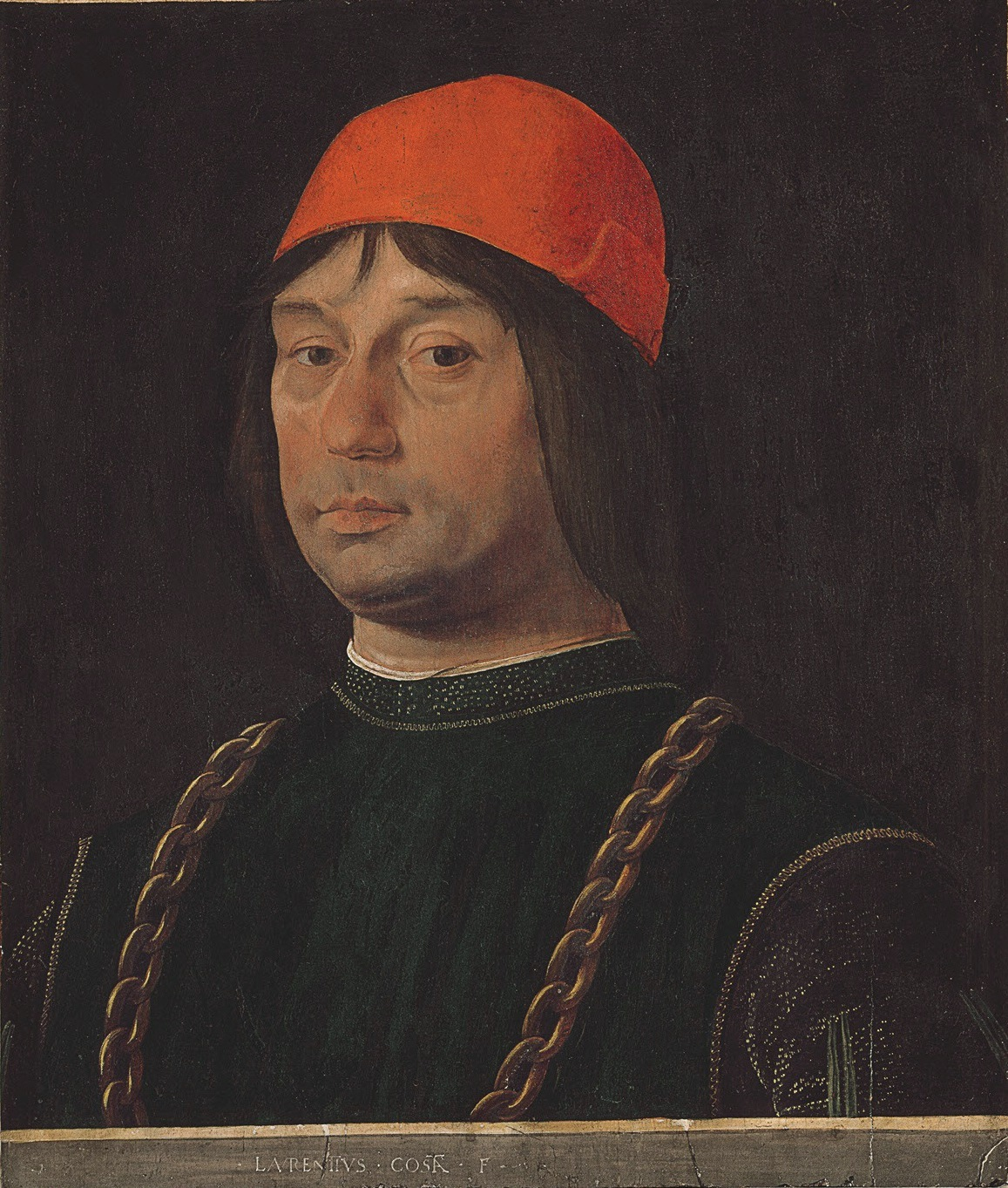
Porträt von Giovanni II. Bentivoglio, von Lorenzo Costa

Sie waren von 1401 bis 1506 die Herren der Stadt, mit allen Höhen und Tiefen und oft im Konflikt mit der päpstlichen Macht, bis sie von Papst Julius II. ins Exil gezwungen wurden. Die Söhne des letzten Herrschers von Bologna, Giovanni II. Bentivoglio, waren zwischen 1511 und 1512 Protagonisten einer kurzlebigen Regierung und profitierten von der französischen Unterstützung während der Kriege der Liga von Cambrai.

## Ursprünge
Der Überlieferung nach stammte das Geschlecht von König Enzo von Sardinien, dem Sohn des Kaisers und Königs von Sizilien Friedrich II. ab. Unter den zahlreichen Legenden, die in diesem Zusammenhang entstanden sind, erzählt eine, dass der Stammvater der Bentivoglio-Linie ein Bentivoglio mit gleichen Vornamen war, der leibliche Sohn von Enzo (Gefangener in Bologna im berühmten und gleichnamigen Palast) und einem Bauernmädchen, Lucia di Viadagola. Das Kind wurde nach den Worten benannt, die Enzo Lucia immer wieder zurief: „Amor mio, ben ti voglio“. (dt. „Meine Liebe, ich liebe dich“).

## Geschichte
Die Anwesenheit der Familie in der emilianischen Stadt wird zum ersten Mal im Jahr 1323 bezeugt, da sie von Anfang an mit einigen alten Bologneser Familien verwandt war, die über das Kollegium der Ältesten die Regierung der Stadt innehatten. Carrati erwähnt in seinen Genealogien, die in der Bibliothek des Archiginnasio aufbewahrt werden, die Verbindung mit der Familie dalle Olle.
Die Vorherrschaft der Familie begann 1401 nach der Vertreibung des päpstlichen Legaten, als Giovanni I. Bentivoglio sich mit den Visconti von Mailand verbündete und am 14. März 1401 Herr von Bologna und Gonfaloniere der Justiz auf Lebenszeit wurde. Sie setzte sich mit Sante Bentivoglio (1445–1462) und vor allem mit Giovanni II. Bentivoglio (1462–1506) fort.
Giovanni I. Bentivoglio verlor sein Leben am 26. Juni 1402 in der Schlacht von Casalecchio gegen das Heer des Herzogs von Mailand Gian Galeazzo Visconti und seiner Verbündeten, darunter die Gonzaga aus Mantua. Als in der Stadt erneut Zwietracht zwischen den Familien Bentivoglio und Canetoli aufflammte, gelang es Anton Galeazzo Bentivoglio, Sohn von Giovanni I., der wie sein Vater die Herrschaft über die Stadt anstrebte, die Canetoli zu vertreiben, die ihn jedoch mit Unterstützung des Papstes ins Exil zwangen.
Der Päpstliche Legat Daniele Scoti unterstützte jedoch die Rückkehr von Anton Galeazzo, der von den Bolognesern mit Begeisterung aufgenommen wurde. Aus Angst, dass die päpstliche Autorität in Bologna Schaden nehmen könnte, lockte der Legat Anton Galeazzo später in einen Hinterhalt und ließ ihn am 23. Dezember 1435 sofort hinrichten.

### Wiedererlangung der Macht
Papst Eugen IV. kam anlässlich des Konzils von Ferrara nach Bologna: Die Bologneser, ausgeblutet wegen der päpstlichen Steuern, die unter dem Vorwand der hohen Konzilskosten auferlegt wurden, griffen in der Nacht des 21. Mai 1438 unter der Führung der Freunde der Familie Bentivoglios zu den Waffen und öffneten Niccolò Piccinino, dem Hauptmann der Visconti, der gegen die Kirche Krieg führte, die Tore. Der Legat Scoti wurde rausgeschmissen und Annibale I. Bentivoglio, der leibliche Sohn von Anton Galeazzo (seine Mutter, Lina Canigiani, war sich der Vaterschaft Annibals nicht sicher), zog unter dem Jubel der Bevölkerung in Bologna ein.
Annibals Anwesenheit brachte jedoch die Pläne von Piccinino durcheinander, der seinen Sohn Francesco in der Stadt zurückgelassen hatte. Durch eine Täuschung lockte Francesco seinen Rivalen zu einem Bankett außerhalb der Stadt und sperrte ihn in der Burg von Varano bei Parma ein. Galeazzo Marescotti de' Calvi erreichte zusammen mit vier Freunden die Festung von Varano und befreite Annibal, der nach Bologna zurückkehrte und den Aufstand gegen Francesco Piccinino in der Schlacht von San Giorgio di Piano (15. August 1443) zum Sieg führte.
Das Glück der Familie Bentivoglio schürte die Feindschaft der Familie Canetoli und während eines Festes am 24. Juni 1445, das zur Wiederherstellung des Friedens zwischen den beiden Häusern veranstaltet wurde, wurde Annibal getötet. Galeazzo Marescotti rief das Volk auf, ihn zu rächen: das durchbohrte Herz von Battista Canetoli, das an die Tür von Annibals Palast genagelt wurde, war das makabre Zeichen für den Sieg der Bentivogli.

### Bologna der Renaissance
Als neuer Stadtherr wurde Sante Bentivoglio, ein unehelicher Sohn von Ercole Bentivoglio, dem Cousin Annibals, mit Unterstützung von Cosimo de’ Medici aus Florenz berufen. Sante Bentivoglio, der zum Gonfalonier der Justiz und zum Vormund des kleinen Giovanni ernannt wurde, erwies sich dieser Aufgabe als gewachsen und erfüllte die Erwartungen der Bologneser, denen er eine lange Friedensperiode versprach.
Nach seinem Tod im Jahr 1462 wurde der Erbe der Familie, der 20-jährige Giovanni II. Bentivoglio, für 40 Jahre Herrscher von Bologna. Die Stadt erlangte neues Prestige und politisches Ansehen, auch dank der diplomatischen Beziehungen zu anderen italienischen Staaten, ein neues künstlerisches Schaffen und einen neuen Impuls für bürgerliche Aktivitäten und Fortschritt. Die Renaissance blühte in Bologna auf, das Studio wurde wiederbelebt und die abnehmende Bedeutung des Rechts wurde durch die Zunahme der Lehre der griechischen und lateinischen Literatur, der Philosophie, der Medizin und der Astronomie kompensiert, für die Girolamo Manfredi ein großer Vertreter war. Die baulichen Veränderungen, der Bau von Kirchen und Palästen oder die Modernisierung bereits bestehender Gebäude und ihre Bereicherung mit wertvollen neuen Gemälden veränderten nicht nur das Gesicht Bolognas radikal, sondern brachten auch eine Prägung durch die Renaissance mit sich.
In dieser Zeit studierten unter anderem Giovanni Pico della Mirandola und Niccolò Copernicus in Bologna.
1503 wurde der Bau des Palazzo Bentivoglio, der damals als einer der schönsten und größten Italiens galt, auf dem Gelände des heutigen Stadttheaters und des Giardino del Guasto abgeschlossen, der wie die angrenzende Via del Guasto in seinem Namen an die Zerstörung des Palastes im Jahr 1507 durch einen Volksaufstand erinnert.
Künstler der Ferrareser Schule strömten nach Bologna. Niccolò dell’Arca Vollendete die Arca di San Domenico mit den sterblichen Überresten des Hl. Dominikus, an der auch Michelangelo mit drei Statuen beteiligt war; Francesco Francia prägte Medaillen und malte liebliche Madonnen und Porträts, ebenso wie der Hofmaler Amico Aspertini. Sabadino degli Arienti komponierte „le Porrettane“, der geniale Architekt Aristotele Fioravanti, dem wir den Portikus des Palazzo del Podestà verdanken und der in der Lage war, Türme mittels futuristischer technischer Schlingen zu verschieben, war bei Päpsten, Kaisern, Königen und Sultanen ebenso gefragt wie beim Zaren von Russland. Kurzum, der Bentivoglie-Hof konkurrierte nicht nur mit den italienischen Renaissance-Höfen, sondern übertraf sie sogar.

### Niedergang und Vertreibung

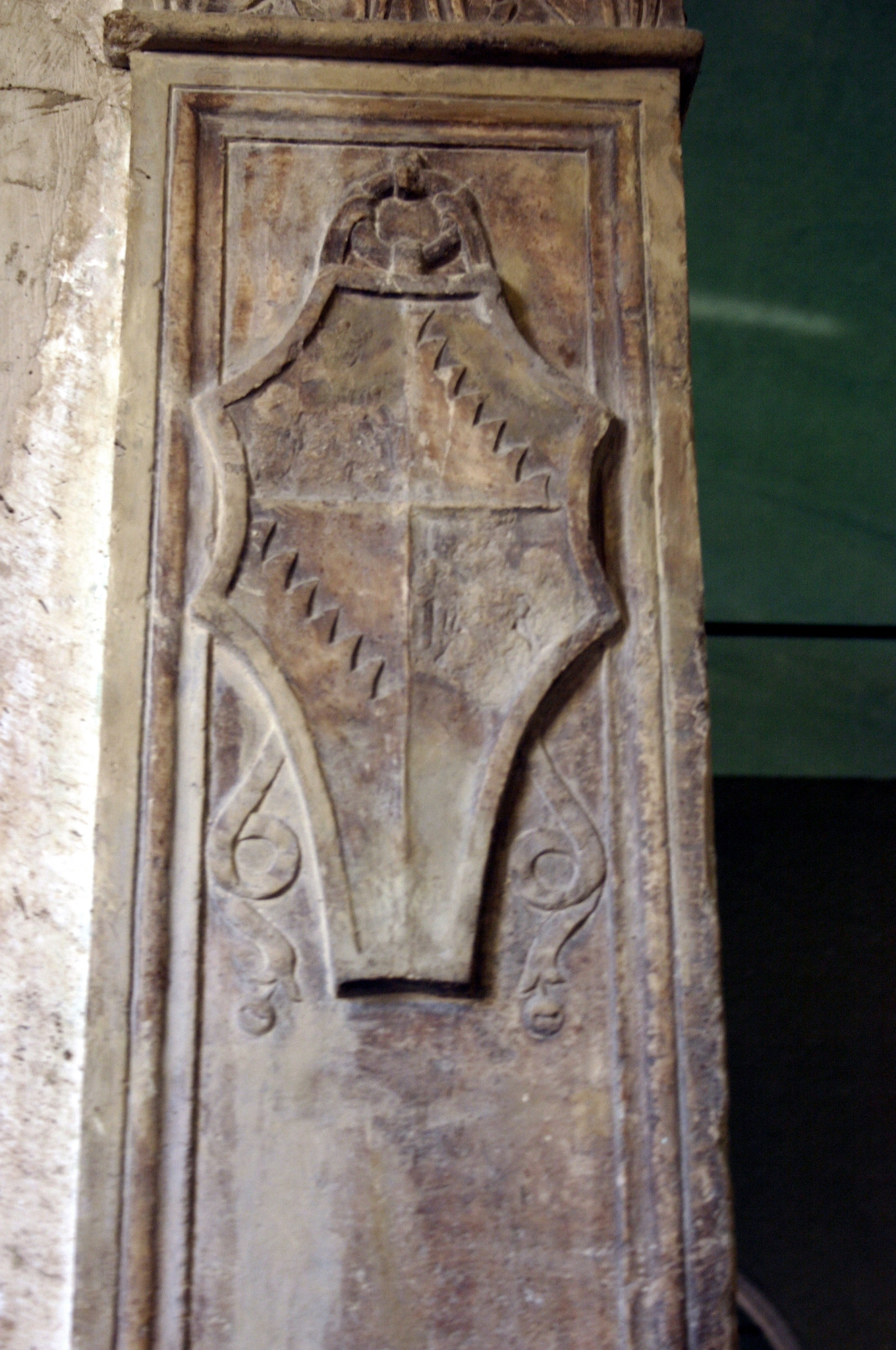
Wappen der Bentivoglio am Portal ihres Palastes in Mailand (Musei Civici del Castello Sforzesco)

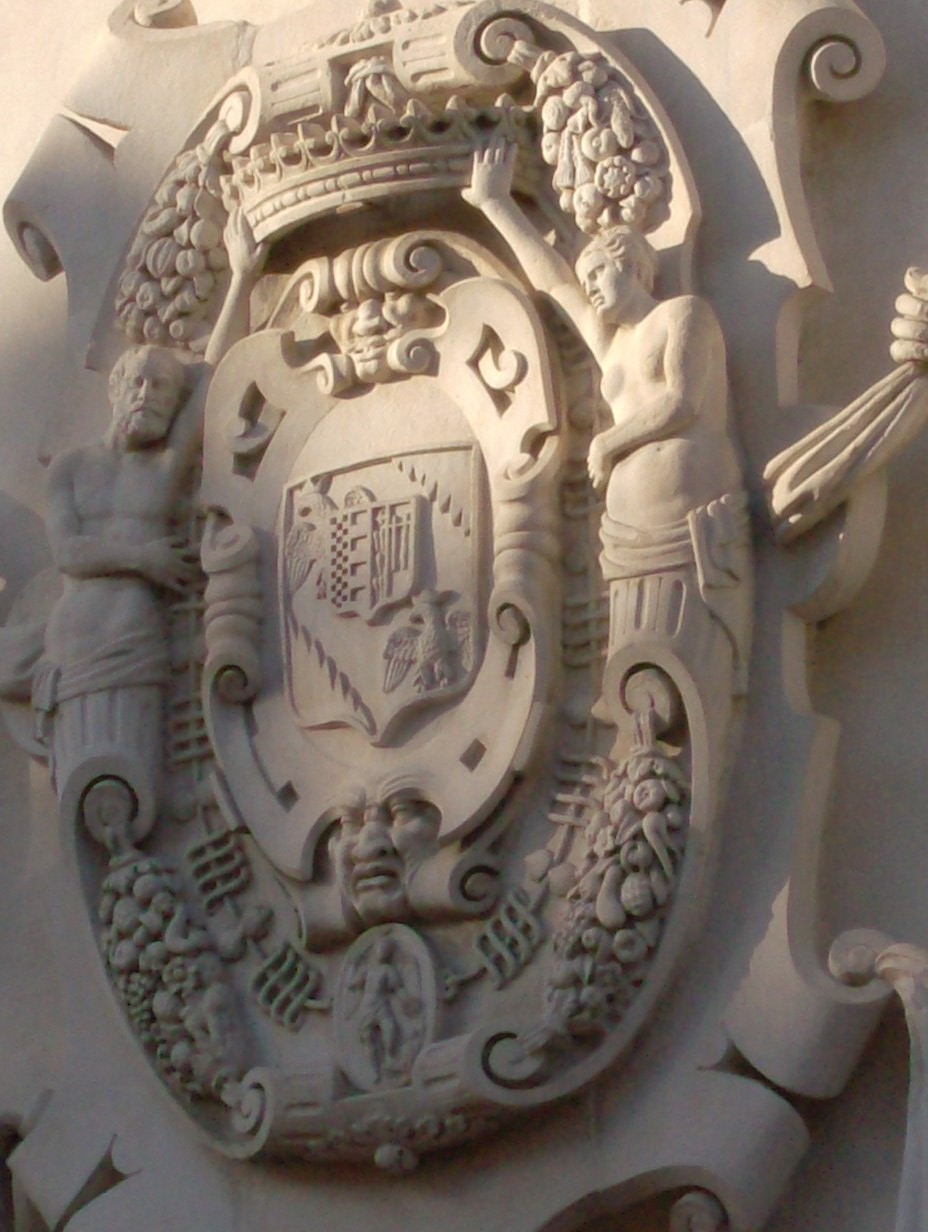
Wappen der Bentivoglio am Palazzo Bentivoglio in Ferrara

Giovanni II. Bentivoglio beging in den letzten Tagen seiner Herrschaft unter dem Einfluss seiner Frau Ginevra Sforza viele Fehler, indem er eine tyrannische Innenpolitik und eine abartige gegenüber anderen Staaten verfolgte. Außerdem trugen seine Söhne mit ihrem ausschweifenden, anmaßenden und provozierenden Verhalten dazu bei, die Feindschaft der Bürger gegenüber der gesamten Familie zu verstärken.
Der Vorfall, der die Feindschaft der Bologneser Adligen gegen die Familie endgültig entfachte, war das berüchtigte Massaker an der Familie Marescotti, das von Giovanni II. angeordnet wurde, der befürchtete, dass Agamemnon, ihr angesehenes Oberhaupt, ihn aus der Regierung von Bologna verdrängen wollte. 240 Menschen kamen bei dem Massaker ums Leben und bis das Gemetzel beendet war blieben die Stadttore geschlossen. Als Papst Julius II. 1506 mit seinen Truppen und den Spaniern in Frignano stand und darauf wartete, die Stadt zu besetzen, öffneten die Einwohner von Bologna dem Papst die Tore, und Giovanni II. musste mit seiner Frau Ginevra und seinen Kindern fliehen. Giovanni und seine Familie fanden in Ferrara Schutz bei Alfonso I. d’Este. Anschließend begab sich Giovanni nach Mailand, das von den Franzosen eingenommen wurde, und suchte die Hilfe von König Ludwig XII. von Frankreich.
Nach einem gescheiterten Versuch der Söhne Giovannis II., Annibale II. und Ermes, die Macht wiederzuerlangen, zerstörte das Volk von Bologna mit Hilfe von Ercole Marescotti 1507 den prächtigen Palazzo Bentivoglio. Giovanni II. wurde in Mailand inhaftiert und vor Gericht gestellt, aber für unschuldig erklärt. Kurz darauf, am 1. Februar 1508, starb er in Mailand.
1511 versuchte Annibale II. Bentivoglio, der Sohn von Giovanni, erneut – diesmal erfolgreich – Bologna zurückzuerobern und wurde Herrscher unter dem Protektorat der Franzosen. Bei dieser Gelegenheit wurde ein weiteres unschätzbares künstlerisches Meisterwerk zerstört: die Statue von Julius II., die den Pontifex in sitzender und segnender Haltung darstellt, das einzige Bronzewerk von Michelangelo, dessen Metall eingeschmolzen und zur Colubrina Giulia von Alfonso D'Este gegossen wurde. Annibale konnte der Belagerung durch den Vizekönig von Neapel, Ramón Folch de Cardona, dank der Unterstützung von Gaston de Foix widerstehen. Ein erneuter Aufstand der Bologneser und der Rückzug der Franzosen zwangen Annibale II. zum Verlassen von Bologna. Nach dem Tod von Julius II. im Jahr 1513 versuchte Annibale erneut, die Kontrolle über Bologna zurückzugewinnen, jedoch ohne Erfolg. Einen letzten Versuch, die Herrschaft über Bologna wiederzuerlangen, unternahm Annibale 1522 mit einem Angriff, der jedoch von den Verteidigung der Stadt abgewehrt wurde.
Nach dem Sturz der Familie Bentivoglio blieb Bologna fast drei Jahrhunderte lang (bis zum Ende des 18. Jahrhunderts) fest in den Kirchenstaat integriert.

## Paläste

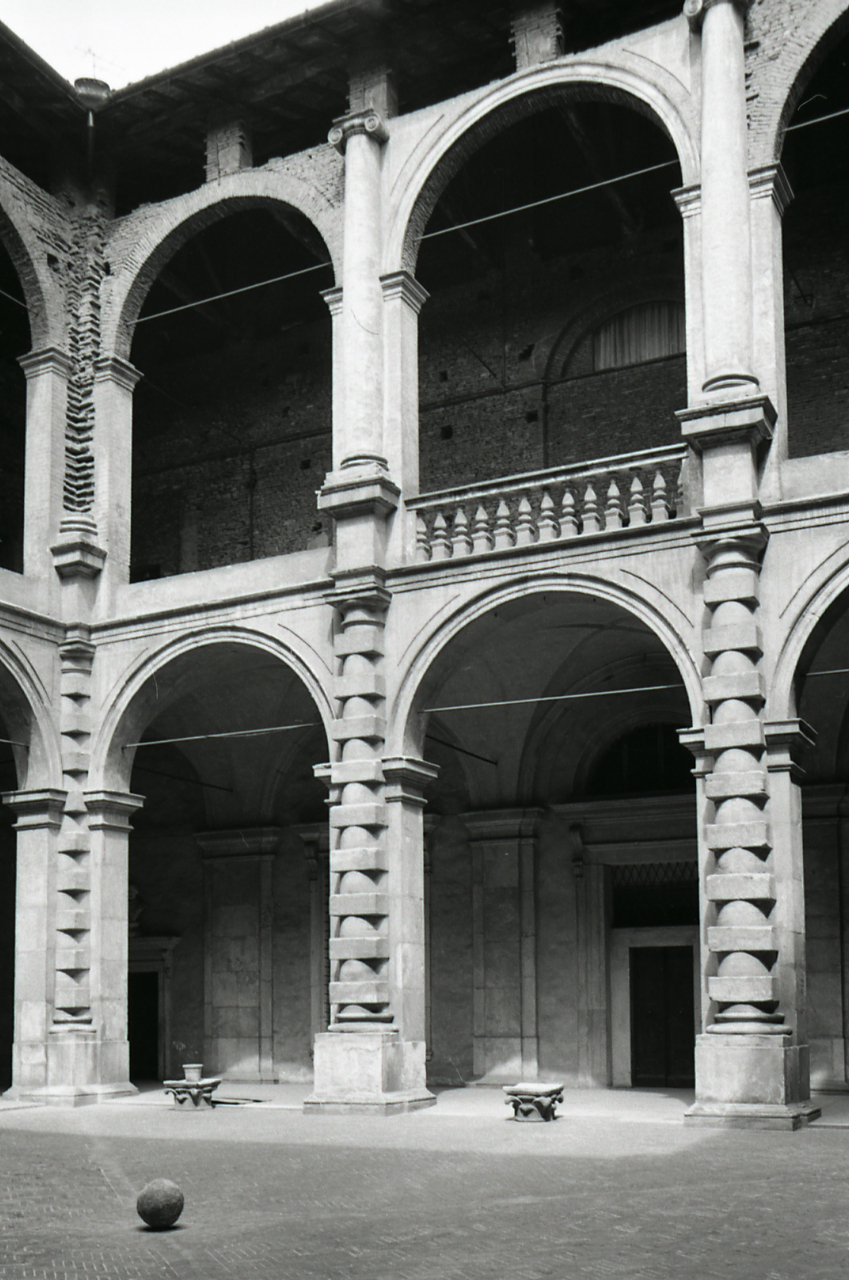
Loggia des Palazzo Bentivoglio in der Via delle Belle Arti in Bologna. Foto von Paolo Monti, 1969

- Palazzo Bentivoglio in Bologna, in der Strada San Donato (heute Via Zamboni), abgerissen im Jahr 1507
- Palazzo Bentivoglio, in der Via delle Belle Arti 8 in Bologna, erbaut ab 1551 für Costanzo Bentivoglio
- Palazzo Bentivoglio in Ferrara
- Rocca dei Bentivoglio in Bazzano (Valsamoggia)
- Palazzo Bentivoglio in Gualtieri
- Palazzo Foggianuova, abgerissen im späten 18. Jahrhundert (zwischen Granarolo und Marano di Castenaso)[6][7]
- Palazzo Bentivoglio in Mailand

## Herren von Bologna
- Giovanni I. 1401–1402[8]
- Anton Galeazzo 1416–1420 (Leiter der Regierung der Reformatoren), 1420, 1435 (Herr von Bologna)[9][10]
- Annibale I 1445[9]
- Sante 1446–1462[11][12] oder 1463[13][14]
- Giovanni II. 1462 (oder 1463)-1506[15][16][12]
- Annibale II und Ermes 1511–1512[17][12][18]

## Wichtigste Mitglieder
- Giovanni I. Bentivoglio, der 1402 in der Schlacht von Casalecchio fiel
- Anton Galeazzo Bentivoglio, Herr von Bologna von 1416 bis 1420 und nach einem langen Exil ab 1435 (er wurde vom päpstlichen Legaten Daniele da Treviso getötet)
- Annibale I. Bentivoglio, Herr von Bologna ab 1438, der 1443 ebenfalls getötet wurde
- Sante Bentivoglio, Herr ab 1446 bis zu seinem Tod im Jahr 1462
- Ercole Bentivoglio, Condottiero und Hauptmann der Armeen
- Giovanni II. Bentivoglio, Herr von Bologna von 1463 bis 1506, als ihn Papst Julius II zur Flucht zwang
- Cornelio I. Bentivoglio, Marchese von Gualtieri ab 1576
- Annibale II. Bentivoglio, Condottiero, der nach Ferrara flüchtete (woraus der Zweig der Estenser hervorging und der den Titel Bentivoglio von Aragon trug) und 1540 starb
- Ercole Bentivoglio, Literat, gestorben 1573
- Guido Bentivoglio d’Aragona, Kardinal, gestorben 1644, der als Präsident des Inquisitionsgerichts zur Verurteilung von Galileo Galilei beitrug, apostolischer Nuntius zunächst in Flandern und dann in Frankreich war und später Bevollmächtigter des französischen Königs beim Papst wurde
- Cornelio Bentivoglio, (1668–1732) Kardinal, Erzbischof von Karthago, apostolischer Nuntius in Paris und bevollmächtigter Minister des Königs von Spanien beim Vatikan
- Galeazzo Benti, (1923–1993) Künstlername des Grafen Galeazzo Bentivoglio, ursprünglich aus Florenz, brillanter Schauspieler und Drehbuchautor; er drehte über 80 Filme, darunter viele Komödien mit Totò.

Der Familienname ist mit dem Ortsnamen der Kleinstadt Bentivoglio in der Metropolitanstadt Bologna verbunden.

## Die Familie Bentivoglio auf dem Gemälde von Lorenzo Costa

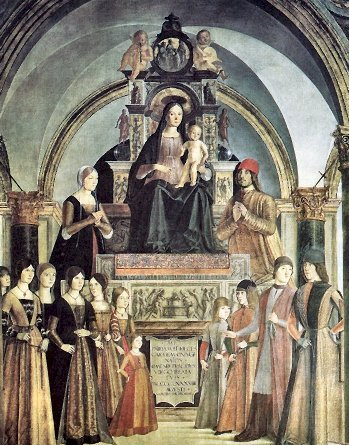
Bentivoglio-Altarbild, von Lorenzo Costa

In der Bentivoglio-Kapelle in der Kirche San Giacomo Maggiore in Bologna, wo die Familie Bentivoglio zu beten pflegte, befindet sich das Bentivoglio-Altarbild, das Lorenzo Costa im August 1488 malte und das die Familie von Giovanni II. darstellt. Im Vordergrund sind Ginevra Sforza, die ehemalige Witwe von Sante Bentivoglio und spätere Ehefrau seines Cousins Giovanni II. Bentivoglio, und einige ihrer 16 Kinder zu sehen, von denen fünf im Kindesalter starben.
Zu den Dargestellten gehören Camilla und Isotta, die Nonnen des Klosters Corpus Domini waren, Francesca Bentivoglio, die mit Galeotto Manfredi verheiratet war und sich des Gattenmordes schuldig gemacht hatte, und Ermes Bentivoglio, der zur Zeit des Porträts noch ein Kind war und später von einem Bologneser Chronisten als zornig und pervers, ja sogar als „bestialisch“ beschrieben wurde, was sich auf das Massaker bezog, das er 1501 an der Familie Marescotti verübte; Antongaleazzo Bentivoglio, dargestellt im Prälatengewand, apostolischer Protonotar, der den begehrten Kardinalshut nicht erhielt, eine Ehre, die ihm der Papst verweigerte; Annibale II. Bentivoglio, verheiratet mit Lucrezia d'Este, der nach dem Tod von Giovanni II. und dem Exil, das seine Familie erlebte, zusammen mit seinem Bruder Ermes vergeblich versuchte, nach Bologna zurückzukehren.
Die anderen dargestellten Kinder sind: Eleonora Bentivoglio, Laura Bentivoglio, Violante Bentivoglio (spätere Ehefrau von Pandolfo IV. Malatesta, dem letzten Herrscher von Rimini), Bianca Bentivoglio und Alessandro Bentivoglio. Aufgrund der verblüffenden Ähnlichkeit mit der in Costas Gemälde dargestellten Figur wird Violante Bentivoglio von einigen als das Porträt einer Dame identifiziert, das in der Pinacoteca Ambrosiana in Mailand aufbewahrt und gewöhnlich Giovanni Ambrogio de Predis zugeschrieben wird. In diesem Fall wäre die Zuschreibung jedoch etwas zweifelhaft.